# 최선애
최선애(崔善愛, 1960년~)는 대한민국의 피아노 연주자이다.일본 태생의 재일 한국인이며 2010년 한국강제병합 100년 공동행동의 호소인으로 활동했다.

## 가족
- 아버지: 최창화